# Восточный (Благоварский район)
Восто́чный (баш. Восточный) — деревня в Благоварском районе Республики Башкортостан Российской Федерации. Входит в состав Кашкалашинского сельсовета.

## География

### Географическое положение
Расстояние до:
- районного центра (Языково): 24 км,
- центра сельсовета (Кашкалаши): 6 км,
- ближайшей ж/д станции (Благовар): 39 км.

## Население
| 2002 | 2009 | 2010 |
| ---- | ---- | ---- |
| 276  | ↗313 | ↘297 |

Национальный состав
Согласно переписи 2002 года, преобладающая национальность — башкиры (64 %).
Известные уроженцы
Кулаев Айрат Закирович - участник боевых действий в Афганистане. Имеет награды и грамоты Президиума Верховного Совета СССР

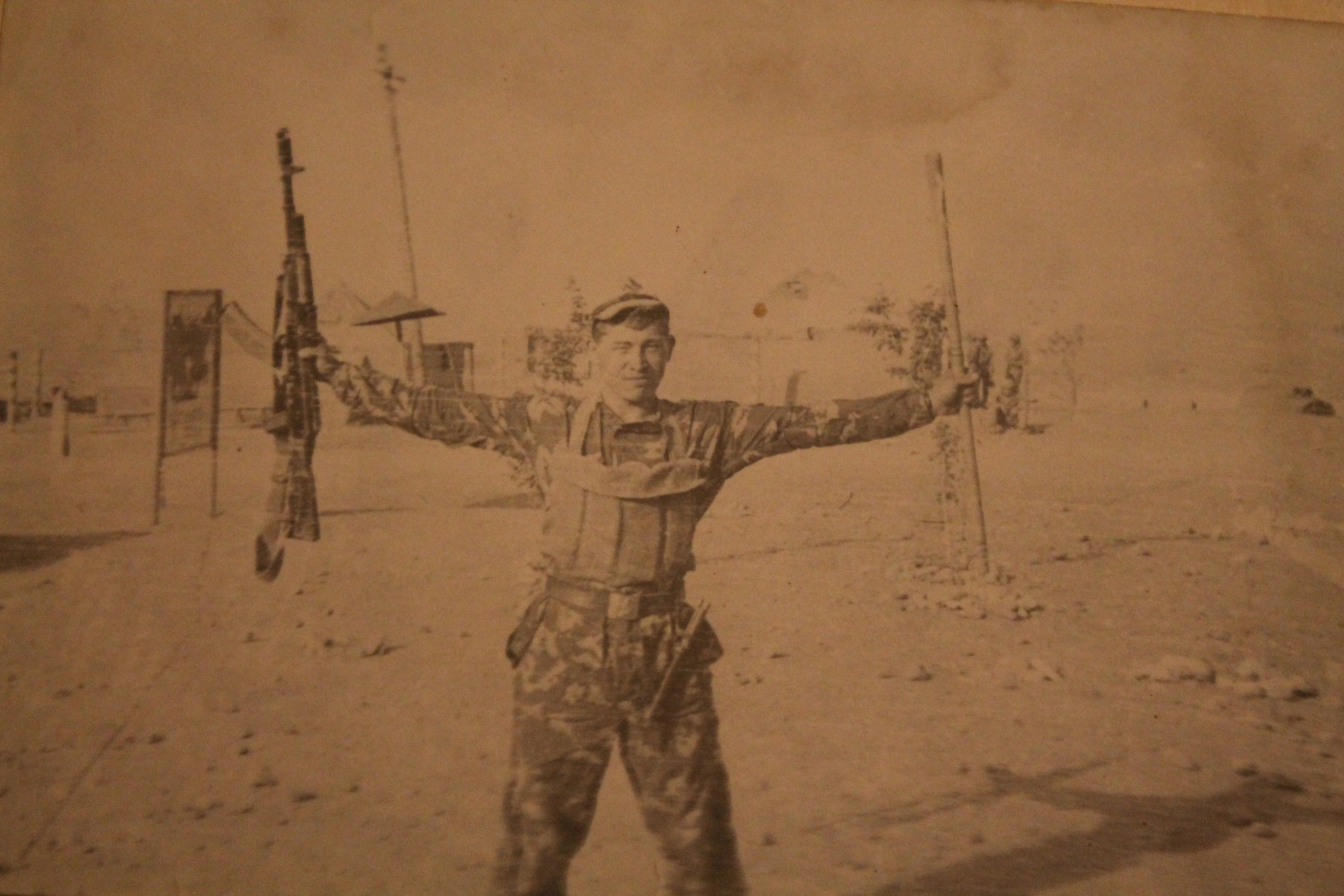

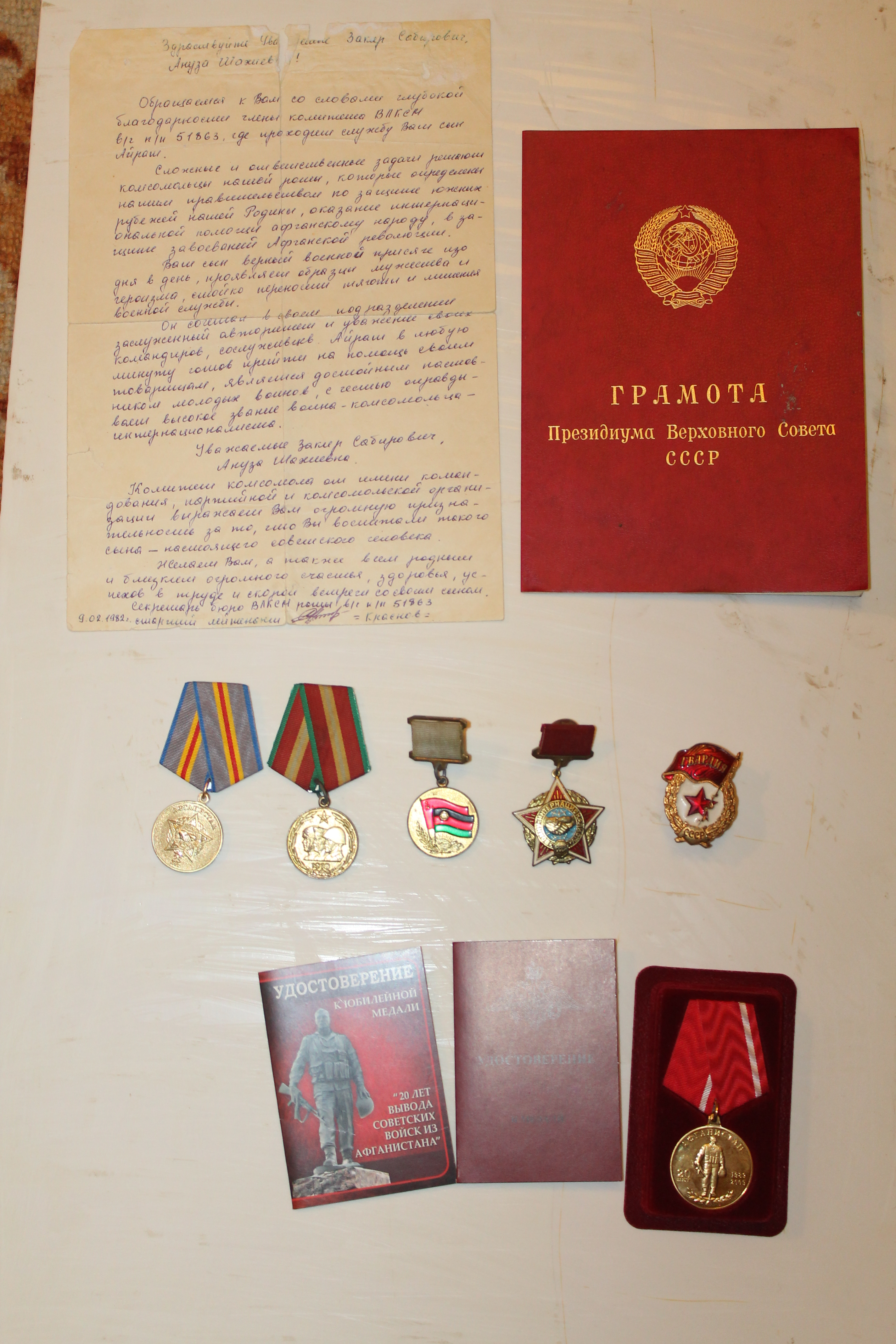